# Abrogacja
Abrogacja – uchylenie, odwołanie lub zniesienie uchwały czy aktu prawnego bez zastąpienia go innym.